# NDR-Mess- und Empfangsstation Wittsmoor
Koordinaten: 53° 37′ 38,6″ N, 9° 43′ 25,1″ O

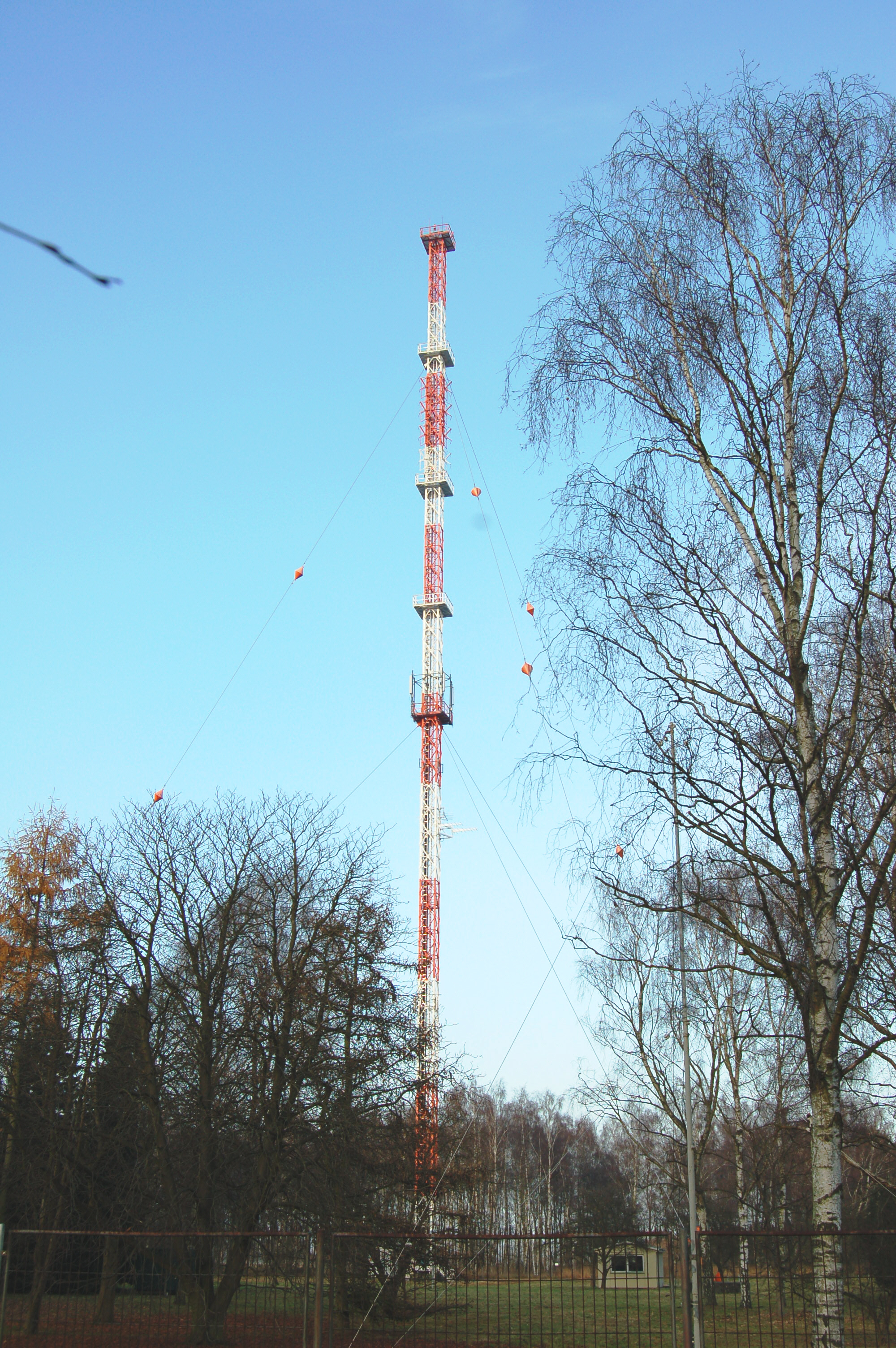
NDR-Sendemast Wittmoor bei Wedel (2007)

Nach Gründung der ARD durch Zusammenschluss der deutschen Landesrundfunkanstalten im Juni 1950 wurde Mai 1951 vom NWDR eine gemeinsame Mess- und Empfangsstation zur Überwachung der Rundfunkbänder in Betrieb genommen.
Sie war in Holm (Kreis Pinneberg) im Wittmoorweg (Flurname „Wittmoor“) eingerichtet worden und trug die offizielle Bezeichnung „Mess- und Empfangsstation Wittmoor“. In dieser Zeit wurde in Deutschland ein massiver Ausbau des UKW-Rundfunk- und Fernsehsendernetzes begonnen.
Der 1950 errichtete Empfangsstahlmast (80 m) wurde Anfang 2003 vom NDR abgebrochen und durch den 1998 montierten größeren Stahlfachwerkmast (118 m) ersetzt. Zeitgleich bestand in Deutschland kein Bedarf mehr an den ursprünglichen „Meß- und Empfangsprüfungen“, auch wurden Ende 1998 alle Küstenfunkdienste abgeschaltet.
Die Sendestation trägt heute die Bezeichnung „Sender Wedel“ bzw. „Holm-NDR-Technikzentrum Wittmoor“, beherbergt in mehreren Gebäuden ein großes Archiv von Tonträgern und dient zur Ausstrahlung des NDR-Radioprogramms von N-Joy (95,6 MHz; 0,2 kW ERP in südwestl. Rtg.) sowie eines DVB-T-Bouquets (530 MHz; 25 kW). Seit dem 30. Juni 2022 wird zusätzlich ein NDR-Bouquet im DAB-Plus-Standard über diesen Sendemast im Block 10C (213,36 MHz) ausgestrahlt.
Die NDR-Mess- und Empfangsstation Wittmoor veröffentlichte für die Jahre 1967 bis 2005 alljährlich als Broschüre eine aktuelle Frequenzliste aller deutschen Sendestationen unter dem Titel Hörfunk- und Fernsehsender in der Bundesrepublik Deutschland. Anders als das Verzeichnis der Ton- und Fernseh-Rundfunksendestellen in der Bundesrepublik Deutschland der Deutschen Bundespost (ca. 1960 bis 1993) verzeichnete die sogenannte Wittmoor-Liste in einem Anhang auch Sender in der DDR, dafür aber keine Koordinaten. Fortgeführt wurde die Wittmoor-Liste bis Juni 2018 vom Institut für Rundfunktechnik (München) kostenfrei im Internet.

## Frequenzen und Programme

### Analoger Hörfunk (UKW)
| Frequenz (MHz) | Programm | RDS PS   | RDS PI | Regionalisierung | ERP (kW) | Antennendiagramm rund (ND)/gerichtet (D) | Polarisation horizontal (H)/vertikal (V) |
| -------------- | -------- | -------- | ------ | ---------------- | -------- | ---------------------------------------- | ---------------------------------------- |
| 95,6           | N-Joy    | _N-JOY__ | D385   | –                | 0,2      |                                          | H                                        |

### Digitaler Hörfunk (DAB+)
Seit dem 30. Juni 2022 wird von dem Sender der DAB+ Block des Norddeutschen Rundfunks ausgestrahlt.
| Block                     | Programme (Datendienste) | ERP (kW) | Antennen- diagramm rund (ND)/ gerichtet (D) | Gleichwellennetz (SFN)                                        |
| ------------------------- | --- | -------- | ------------------------------------------- | ------------------------------------------------------------- |
| 10C NDR SH NOR (D__00393) | DAB+ Block des Norddeutschen Rundfunks: - NDR 1 SH NOR (Norderstedt) (104 kbps) - NDR 2 SH (104 kbps) - NDR Kultur (104 kbps) - NDR Info SH (104 kbps) - N-Joy (104 kbps) - NDR Blue (104 kbps) - NDR Schlager (104 kbps) - NDR Info Spezial (104 kbps) - NDR BWS - NDR TPEG | 10       | D                                           | Bad Oldesloe-Meddewade, Bad Segeberg, Henstedt-Ulzburg, Wedel |

### Digitales Fernsehen (DVB-T2)
Die DVB-T2-Ausstrahlungen im Gleichwellenbetrieb (Single Frequency Network) mit anderen Standorten.
| Kanal | Frequenz (MHz) | Multiplex          | Programme im Multiplex | ERP (kW) | Sendediagramm rund (ND)/ gerichtet (D) | Polarisation horizontal (H)/ vertikal (V) | Modulations- verfahren | FEC | Guard- intervall | Bitrate (MBit/s) | SFN |
| ----- | -------------- | ------------------ | --- | -------- | -------------------------------------- | ----------------------------------------- | ---------------------- | --- | ---------------- | ---------------- | --- |
| 23    | 490            | ARD Digital        | - Das Erste HD - phoenix HD - arte HD - tagesschau24 HD - one HD |          |                                        | H                                         | 64-QAM (16-k-Modus)    | 1/2 | 19/128           | 18,2             | Heinrich-Hertz-Turm, Hamburg-Rahlstedt (Höltigbaum), Lübeck–Berkenthin, Lübeck–Stockelsdorf, Hamburg-Moorfleet, Wedel (Wittsmoor) |
| 41    | 634            | ARD regional (NDR) | - NDR Fernsehen HD (Schleswig-Holstein) - WDR Fernsehen (Köln) HD / NDR HD (Niedersachsen) (zeitw.) - SWR Fernsehen BW HD / NDR HD (MV)(zeitw.) - MDR Fernsehen (Sachsen-Anhalt) HD - BR Fernsehen Süd HD / NDR HD (HH)(zeitw.) |          |                                        | H                                         | 64-QAM (16-k-Modus)    | 1/2 | 19/128           | 18,2             | Heinrich-Hertz-Turm, Hamburg-Rahlstedt (Höltigbaum), Lübeck–Berkenthin, Lübeck–Stockelsdorf, Hamburg-Moorfleet, Wedel (Wittsmoor) |